# ويليام ك. سكوت
ويليام ك. سكوت هو سياسي كندي، ولد في 6 أكتوبر 1921، وتوفي في 17 أبريل 1998. حزبياً، نشط في الحزب الكندي التقدمي المحافظ. وقد انتخب عضو مجلس العموم الكندي.